# Міжнародний день геральдики

Міжнародний день геральдики (англ. International Heraldry Day, IHD) — міжнародний день, започаткований Міжнародною асоціацією геральдистів-любителів (англ. The International Association of Amateur Heralds, IAAH)   2013 року та відзначається 10 червня.

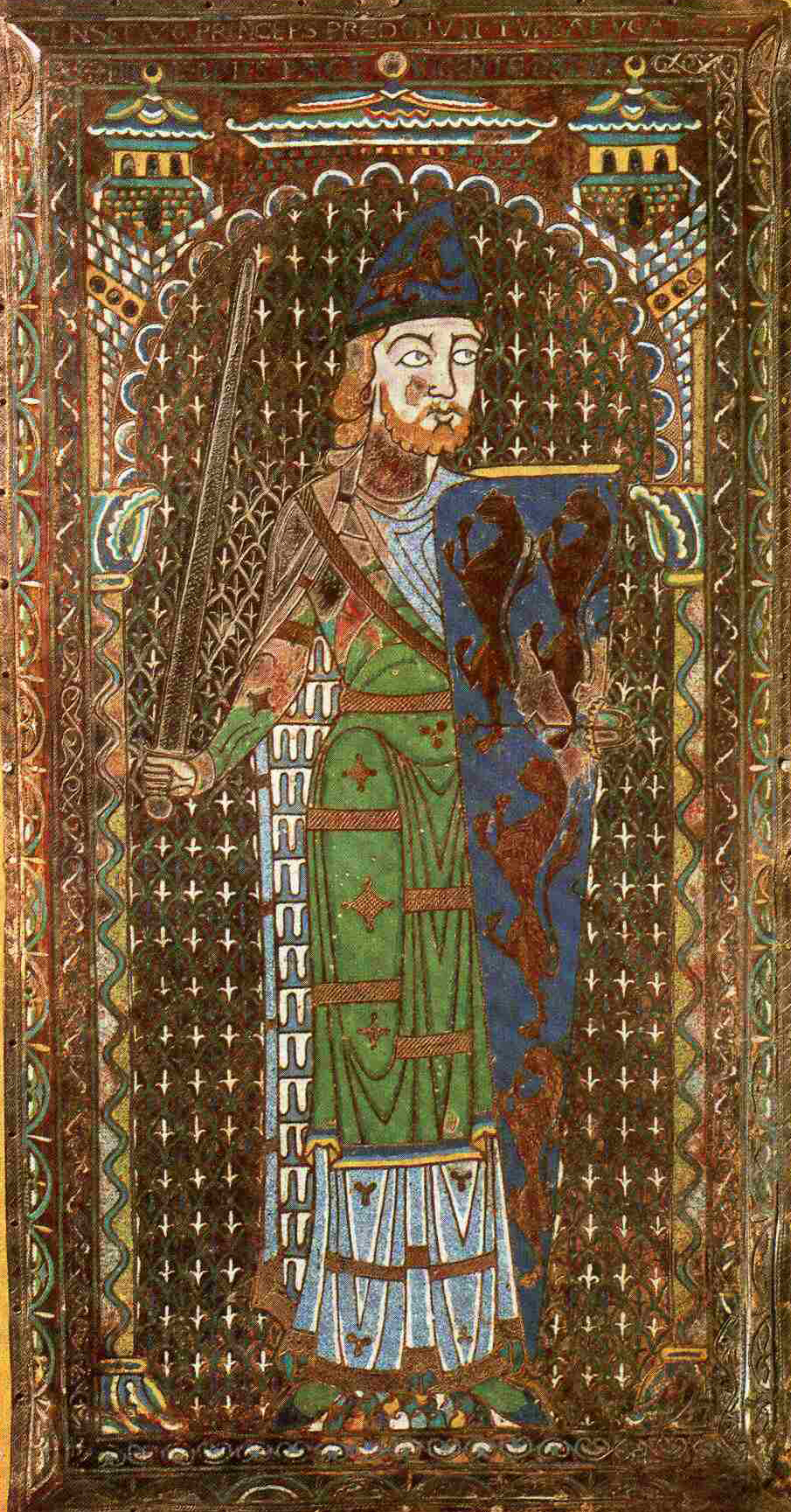
Плита гробу Жоффруа V Анжуйського Платагенета з одним з перших задокументованих гербів – 6 левів на блакитному полі, ХІІ ст.

## Загальна характеристика
Міжнародний день геральдики присвячений всім тим, хто займається вивченням гербів.
З нагоди свята асоціації геральдистів по всьому світу проводять різні заходи, спрямовані на популяризацію геральдики.
Дата 10 червня була обрана для святкування міжнародного дня геральдики тому, що в цей день в 1128 році король Англії Генріх I Боклерк посвятив свого майбутнього зятя Жоффруа V Платагенета в лицарі і подарував йому щит із зображенням шести золотих левів на лазурному фоні.
Саме цей щит деякі фахівці в області геральдики вважають одним з перших в історії повноцінних гербів.

## Виноски
1. ↑  IAAH Home Page. Архів оригіналу за 20 квітня 2022. Процитовано 27 квітня 2022.
2. 1 2  Celebrate Heraldry – International Heraldry Day. Архів оригіналу за 9 червня 2021. Процитовано 27 березня 2021.